# IJsclubweg
De IJsclubweg is een straat in Den Haag en Tilburg.
De 's-Gravenhaagsche IJsclub bevond zich tot na de Tweede Wereldoorlog tussen de Bezuidenhoutseweg en de Boekweitkamp. De ijsclub werd geopend op 23 januari 1908. Na de oorlog werd de baan gesloten en toen bij de uitbreiding van Mariahoeve ook het terrein van de ijsclub nodig was werd de IJsclubweg doorgetrokken.
De IJsclubweg in Tilburg is genoemd naar de Tilburgsche IJsclub die hier op 17 januari 1887 een ijsbaan opende. Het was een terrein van ongeveer tien hectare moerasgrond, gelegen aan de buurtschap Koningshoeven ten zuiden van de Buunder. In de winter kon het gemakkelijk onder water gezet worden. Op de plattegrond van de gemeente Tilburg van 1901 komt deze straat voor als Weg naar de IJsclub. De Tilburgsche IJsclub bestond tot circa 1941, maar de ijsbaan op Koningshoeven werd nog tot in de jaren 60 gebruikt.